# Javi Guerra (labdarúgó, 2003)
Javi Guerra (Valencia, 2003. május 13. –) spanyol korosztályos válogatott labdarúgó, a Valencia középpályása.

## Pályafutása

### Klubcsapatokban
Guerra a spanyolországi Valencia városában született. Az ifjúsági pályafutását a Villarreal csapatában kezdte, majd a Valencia akadémiájánál folytatta.
2022-ben mutatkozott be a Valencia első osztályban szereplő felnőtt keretében. Először a 2023. április 16-ai, Sevilla ellen 2–0-ra elvesztett mérkőzés 80. percében, Samu Castillejo cseréjeként lépett pályára. Első gólját 2023. április 27-én, a Valladolid ellen hazai pályán 2–1-es győzelemmel zárult találkozón szerezte meg. Májusában 2027. június 30-ig meghosszabbította szerződését a klubbal és a 2023–24-es szezon előtt felkerült a felnőtt keretbe.

### A válogatottban
Guerra 2021-ben két mérkőzés erejéig tagja volt a spanyol U19-es válogatottnak.

## Statisztikák
2024. január 3. szerint
| Klub       | Szezon   | Osztály               | Bajnokság | Bajnokság | Kupa  | Kupa | Nemzetközi | Nemzetközi | Egyéb | Egyéb | Összesen | Összesen |
| Klub       | Szezon   | Osztály               | Meccs     | Gól       | Meccs | Gól  | Meccs      | Gól        | Meccs | Gól   | Meccs    | Gól      |
| ---------- | -------- | --------------------- | --------- | --------- | ----- | ---- | ---------- | ---------- | ----- | ----- | -------- | -------- |
| Valencia B | 2020–21  | Segunda División B    | 1         | 0         | —     | —    | —          | —          | —     | —     | 1        | 0        |
| Valencia B | 2021–22  | Tercera División RFEF | 23        | 0         | —     | —    | —          | —          | —     | —     | 23       | 0        |
| Valencia B | 2022–23  | Segunda Federación    | 25        | 1         | —     | —    | —          | —          | —     | —     | 25       | 1        |
| Valencia B | Összesen | Összesen              | 49        | 1         | 0     | 0    | 0          | 0          | 0     | 0     | 49       | 1        |
| Valencia   | 2021–22  | La Liga               | 0         | 0         | 1     | 0    | —          | —          | —     | —     | 1        | 0        |
| Valencia   | 2022–23  | La Liga               | 10        | 1         | 0     | 0    | —          | —          | —     | —     | 10       | 1        |
| Valencia   | 2023–24  | La Liga               | 36        | 4         | 4     | 0    | —          | —          | —     | —     | 40       | 4        |
| Valencia   | 2024–25  | La Liga               | 17        | 0         | 1     | 0    | —          | —          | —     | —     | 18       | 0        |
| Valencia   | Összesen | Összesen              | 63        | 5         | 6     | 0    | 0          | 0          | 0     | 0     | 69       | 5        |
| Összesen   | Összesen | Összesen              | 112       | 6         | 6     | 0    | 0          | 0          | 0     | 0     | 118      | 6        |

## Sikerei, díjai
Valencia
- Copa del Rey
  - Döntős (1): 2021–22